# 타워 42
타워 42(영어: Tower 42)는 영국 런던에 위치하고 있는 탑이다.

## 같이 보기
- 영국의 마천루 목록